# 江津利濟橋
利濟橋位於重慶市江津区朱杨镇，文物遺址年代為清，1987年1月23日列為重慶市第二批市級文物保護單位初定名單。1992年3月19日列為重慶市第二批市級文物保護單位。2000年9月7日列為第一批重慶市文物保護單位。